# MCL1
MCL1 (англ. MCL1, BCL2 family apoptosis regulator) – білок, який кодується однойменним геном, розташованим у людей на короткому плечі 1-ї хромосоми.  Довжина поліпептидного ланцюга білка становить 350 амінокислот, а молекулярна маса — 37 337.
| 10         |  | 20         |  | 30         |  | 40         |  | 50         |
| ---------- |  | ---------- |  | ---------- |  | ---------- |  | ---------- |
| MFGLKRNAVI |  | GLNLYCGGAG |  | LGAGSGGATR |  | PGGRLLATEK |  | EASARREIGG |
| GEAGAVIGGS |  | AGASPPSTLT |  | PDSRRVARPP |  | PIGAEVPDVT |  | ATPARLLFFA |
| PTRRAAPLEE |  | MEAPAADAIM |  | SPEEELDGYE |  | PEPLGKRPAV |  | LPLLELVGES |
| GNNTSTDGSL |  | PSTPPPAEEE |  | EDELYRQSLE |  | IISRYLREQA |  | TGAKDTKPMG |
| RSGATSRKAL |  | ETLRRVGDGV |  | QRNHETAFQG |  | MLRKLDIKNE |  | DDVKSLSRVM |
| IHVFSDGVTN |  | WGRIVTLISF |  | GAFVAKHLKT |  | INQESCIEPL |  | AESITDVLVR |
| TKRDWLVKQR |  | GWDGFVEFFH |  | VEDLEGGIRN |  | VLLAFAGVAG |  | VGAGLAYLIR |
|            |  |            |  |            |  |            |  |            |

A: Аланін

C: Цистеїн

D: Аспарагінова кислота

E: Глутамінова кислота

F: Фенілаланін

G: Гліцин

H: Гістидин

I: Ізолейцин

K: Лізин

L: Лейцин

M: Метіонін

N: Аспарагін

P: Пролін

Q: Глутамін

R: Аргінін

S: Серин

T: Треонін

V: Валін

W: Триптофан

Кодований геном білок за функціями належить до білків розвитку, фосфопротеїнів. 
Задіяний у таких біологічних процесах як апоптоз, диференціація, поліморфізм. 
Локалізований у цитоплазмі, ядрі, мембрані, мітохондрії.